# Denburn Viaduct
Der Denburn Viaduct ist eine Straßenbrücke in der schottischen Stadt Aberdeen. 1967 wurde die Brücke in die schottischen Denkmallisten in der Kategorie B aufgenommen.

## Beschreibung
Während die rund 250 Meter südlich verlaufende Union Bridge als Teil der Union Street, einer geplanten Ausfallstraße, bereits in den 1800er Jahren errichtet worden war, lag die Gegend westlich des Schoolhill weitgehend unentwickelt vor. Auf Seite des historischen Aberdeens waren in den 1840er bereits die Triple Kirks fertiggestellt worden. Im Tal des Den Burn wurden nördlich der Union Bridge die Union Terrace Gardens entwickelt deren nördlicher Abschluss heute durch den Denburn Viaduct markiert wird. Der 1886 errichtete Denburn Viaduct wurde zur selben Zeit wie die Aberdeen Art Gallery an seiner Ostseite errichtet. Das His Majesty’s Theatre an seiner Westseite entstand erst rund 20 Jahre später.
Den Entwurf für den Denburn Viaduct lieferte der Architekt William Boulton, der zur selben Zeit auch den Rosemount Viaduct über das obere Tal des Den Burns rund 300 Meter westlich verantwortete. Der Viadukt überspannt das Tal des Den Burns mit vier ausgemauerten Segmentbögen unterschiedlicher Stützweiten. Er überspannt dabei eine innerstädtische Straße sowie die Bahnstrecke Aberdeen–Inverness und den unterirdisch kanalisierten Den Burn. Seine Fassaden und Laibungen sind als Bossenwerk ausgeführt. Als Brüstungen begrenzen Steinbalustraden das Brückendeck.